# Vélodrome Kuipke
Le Vélodrome Kuipke, appelé également Het Kuipke ou 't Kuipke est un vélodrome couvert situé dans le centre-ville de Gand en Belgique. Son directeur actuel est l'ancien spécialiste de la piste Patrick Sercu.
Ce vélodrome surnommé « la baignoire » accueille chaque année en novembre les Six Jours de Gand sur sa piste en bois longue de 166.66 mètres. Il a ouvert ses portes en 1927 et a été reconstruit après un incendie en 1965. Le vélodrome est également utilisé comme salle d'événements pour des concerts et des matchs de basket occasionnels. Le 21 mars 1959, Louis Armstrong s'est notamment produit au Kuipke. En 2014, il sert de lieu des spectacles en direct de la version flamande de The Voice.

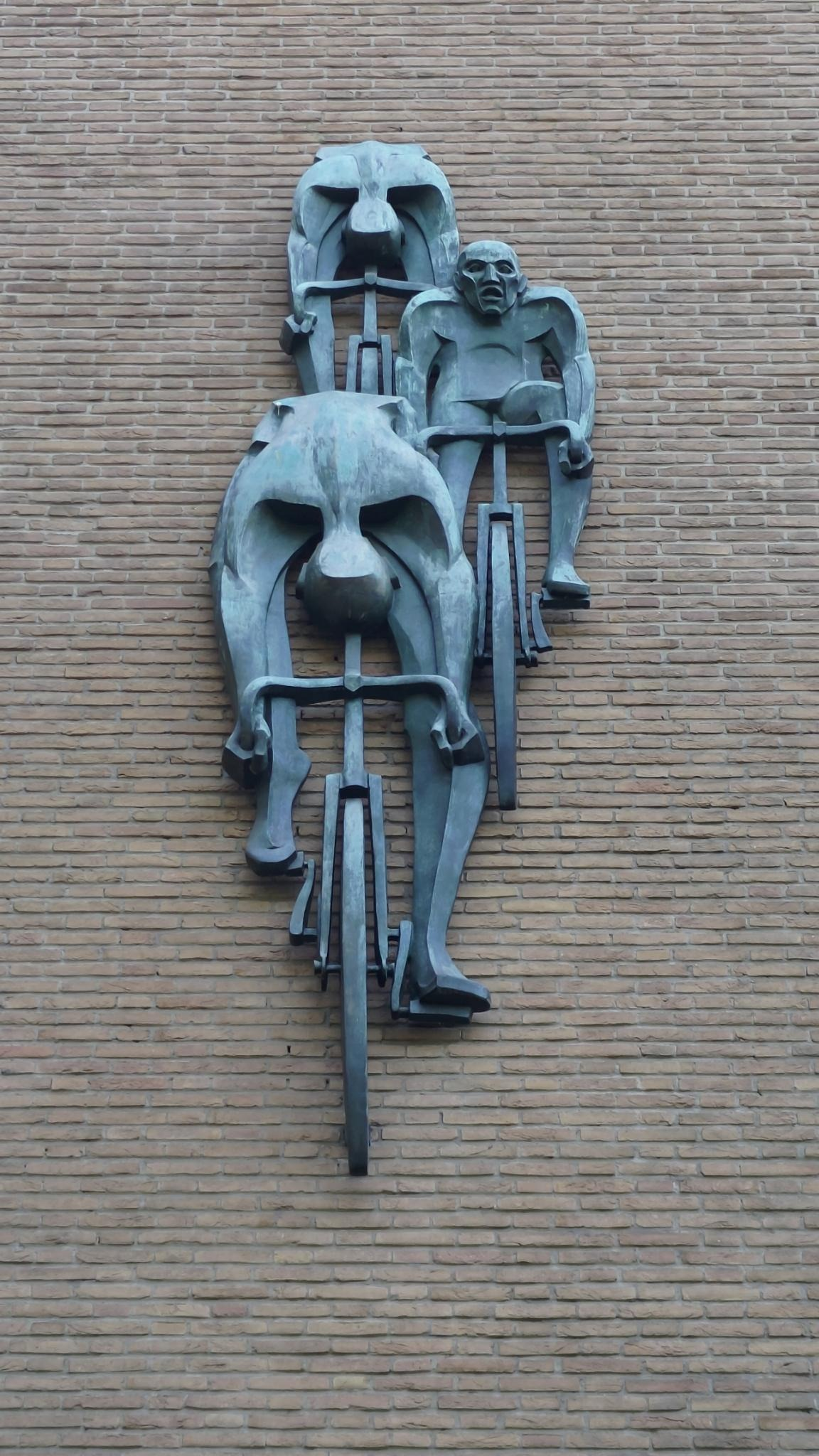
Sculpture sur le mur du Vélodrome Kuipke de Gand

## Histoire
En 1922, une piste démontable de 210 mètres, dessinée par le Gantois Achille Goedertier, est installée dans la grande serre florale du Feestpaleis à Gand, sous une verrière pouvant accueillir jusqu'à 8 000 spectateurs. Surnommée la « piste sibérienne » en raison du froid qui y règne, la piste est déplacée quatre ans plus tard dans la serre attenante des fleurs exotiques.
Ce premier vélodrome fixe situé dans le parc de la Citadelle de Gand est donc construit en 1927 pour accueillir les Six Jours de Gand. Le bâtiment est rebaptisé Sportpaleis Gent. En raison de sa courte piste et de son inclinaison inhabituellement raide, il est surnommé "Kuipke" (« la baignoire » en Français). Le 12 novembre 1962, le bâtiment est détruit par un incendie, après quoi un deuxième vélodrome est construit au même endroit en 1965. La nouvelle piste cyclable a gardé sa taille d'origine de 167 mètres et ses virages abrupts (52,5° en milieu de virage et 20° sur les lignes). Il est alors officiellement rebaptisé "Kuipke". 
En novembre 2006, lors des Six Jours de Gand, le cycliste espagnol Isaac Galvez meurt après être entré en collision avec Dimitri De Fauw et avoir heurté violemment une balustrade,.